# Pastuchów
Pastuchów est une localité polonaise de la gmina de Jaworzyna Śląska, située dans le powiat de Świdnica en voïvodie de Basse-Silésie.

## Histoire
De 1742 à 1945, Puschkau fait partie de l'arrondissement de Schweidnitz dans le district de Breslau au sein de la province de Silésie.

## Personnalités
- Georg Dröscher (1854-1945), acteur, directeur de théâtre, metteur en scène et écrivain allemand, y est né.